# Kevin Martin (cầu thủ bóng đá người Thụy Sĩ)
Kevin Martin (sinh ngày 13 tháng 6 năm 1995) là một cầu thủ bóng đá người Thụy Sĩ thi đấu cho Lausanne.